# Chikuwa
Chikuwa (jap. 竹輪 chikuwa) – danie kuchni japońskiej o kształcie wąskiego cylindra, zrobione z takich produktów, jak: pasta rybna (surimi), sól, cukier, skrobia, białka jaj. Wymieszana pasta jest formowana wokół drążków z bambusa lub metalu, gotowana na parze, pieczona, bądź grillowana.

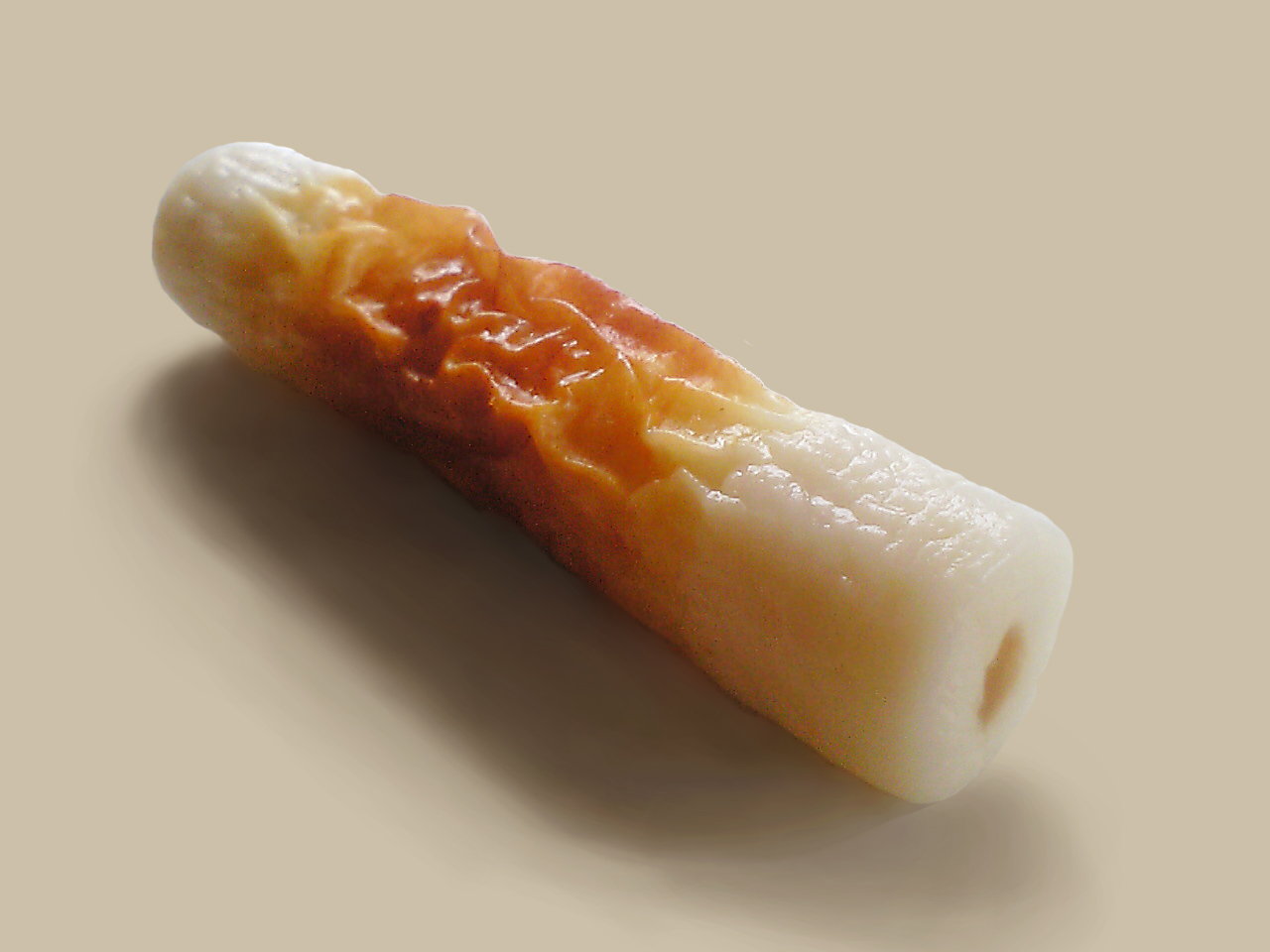
Chikuwa

Chikuwa jest spożywana w całej Japonii, ale w niektórych miejscach znane są inne warianty, np. zamiast surimi dodaje się kamaboko.